# Séisme de 2003 à Boumerdès
Pour les articles homonymes, voir Boumerdès (homonymie).
Le séisme de 2003 à Boumerdès s’est produit le 21 mai à 19 h 44 min 21 s heure locale  dans le nord-est de l'Algérie. Le choc avait une magnitude de 6,8 et une intensité maximale de X (extrême) sur l'échelle de Mercalli. L’épicentre du séisme était situé près de la ville de Thénia dans la wilaya de Boumerdès, à environ 60 km à l'est de la capitale Alger. Le séisme a été le plus violent en Algérie depuis plus de vingt ans où le séisme de 1980 à El Asnam de magnitude 7,1 avait fait au moins 2 633 morts.

## Tectonique
Le nord de l'Algérie est situé à la frontière entre la plaque africaine et la plaque eurasienne, créant ainsi une zone de compression. Cette zone de compression se manifeste par plusieurs poussées et des failles. En raison de cet emplacement entre deux plaques tectoniques, de nombreux séismes se sont déjà produits dans la région. Le mécanisme du séisme du 21 mai correspond à une faille de type inverse qui a été identifiée pour la première fois après le séisme de Zemmouri et possède une direction vers le nord-est. Selon l'Institut d'études géologiques des États-Unis (USGS) :« le séisme s'est produit dans une zone à la limite des plaques eurasienne et africaine. Sur cette section de cette frontière tectonique, la plaque africaine se déplace vers le nord-ouest contre la plaque eurasienne avec une accélération d'environ 6 mm par an. Le mouvement relatif des plaques créé un environnement de compression tectonique, dans lequel se produisent des séismes par chevauchement et strike-slip faulting. L'analyse des ondes sismiques générés par ce tremblement de terre montrent qu'il a été provoqué par un chevauchement ».

## Destructions et pertes humaines

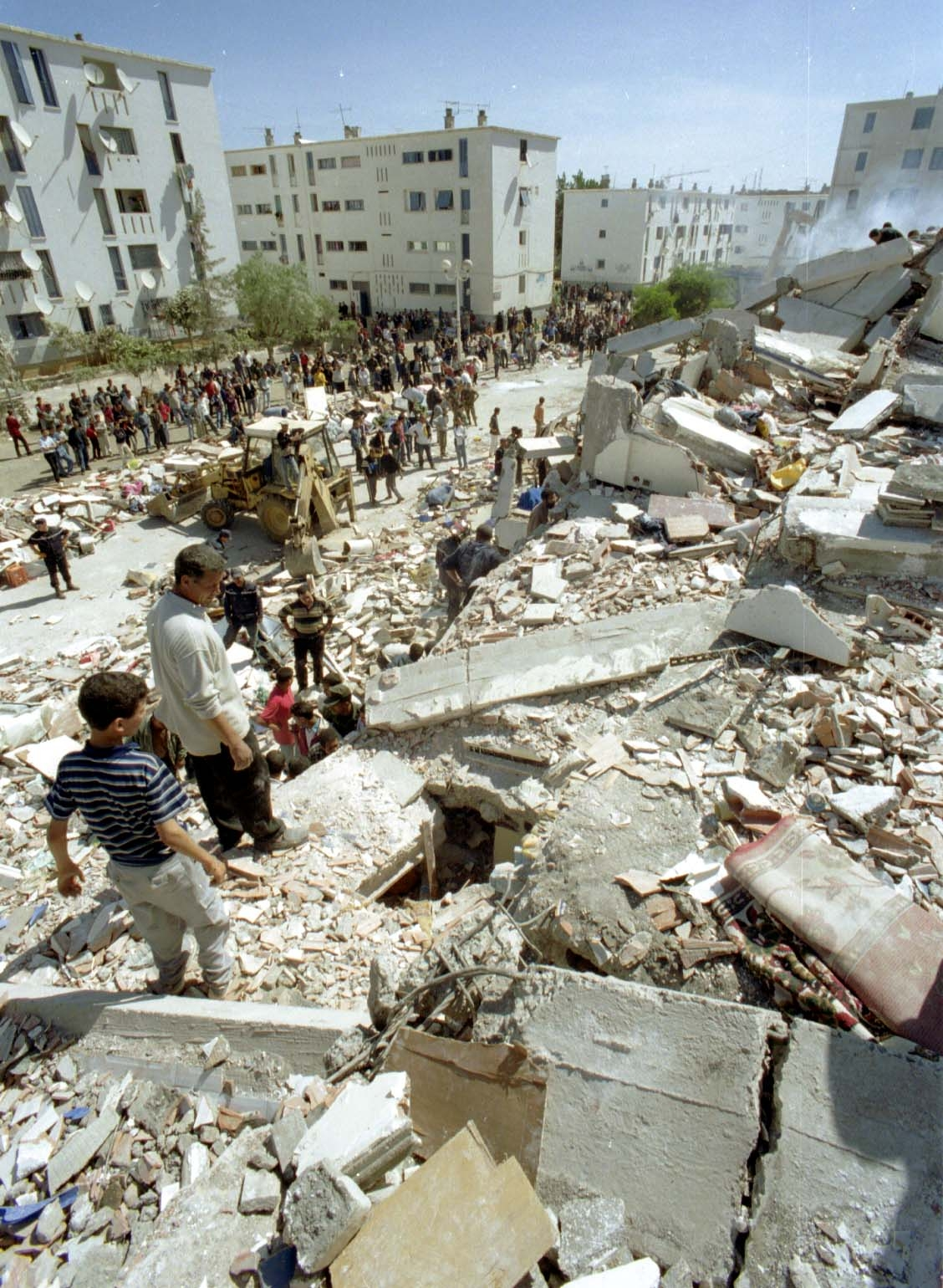
Dégâts du séisme à Boumerdès.

Le choc du séisme a provoqué la mort d'environ 2 266 personnes, en plus des 10 261 blessées et 200 000 sans-abri recensés. Les rapports indiquent que plus de 1 243 bâtiments ont été complètement ou partiellement détruits. L'infrastructure a été endommagée à Alger, Boumerdès, Réghaïa et Thénia ; Les routes en Algérie sont généralement de grande qualité, mais de nombreuses rues urbaines et routes locales étaient difficiles à traverser à cause des débris de bâtiments effondrés. Les ponts sont construits de manière similaire à ceux des États-Unis, avec des poutres préfabriquées en acier galvanisé soutenant un bloc en béton. Quelques jours après le séisme, trois grands ponts routiers étaient toujours fermés. Le dernier pont routier à avoir rouvert est le pont Hussein Dey le 5 juillet. 
Le séisme a généré un tsunami localisé en Méditerranée, endommageant des bateaux au large des côtes des Baléares. Dans l'ensemble, la wilaya de Boumerdès, ainsi que la partie orientale d'Alger, a été la région la plus touchée. Selon des responsables, environ 400 personnes auraient été tuées à Alger. Dans la province de Boumerdès, plusieurs villes ont été lourdement endommagées, Thénia, Zemmouri et Boumerdès  étant les plus touchées. De nombreux bâtiments construits au début du XXe siècle durant la période coloniale ont subi de lourds dommages dans les zones de Belcourt, Bab El Oued et la Casbah, dans la wilaya d'Alger.

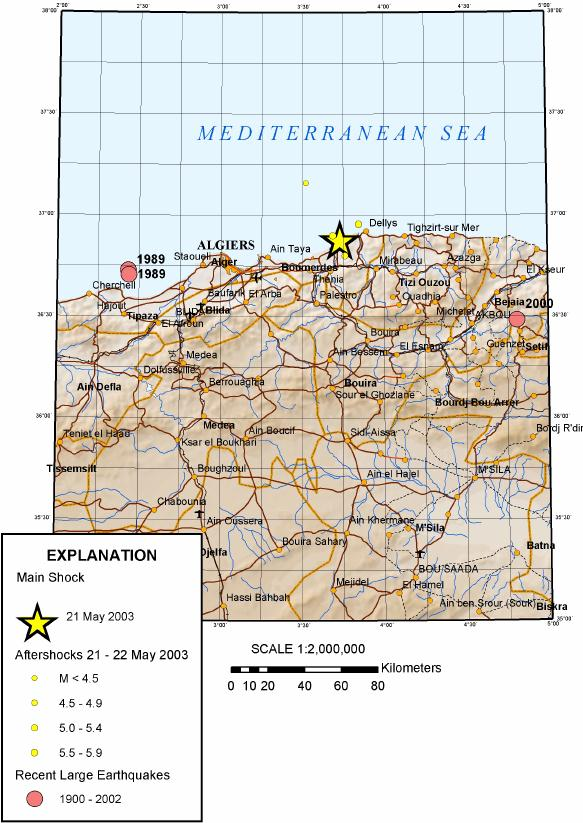
Carte de la zone touchée.

Selon le ministère algérien du Logement, dans la wilaya d'Alger, environ 554 écoles ont été faiblement endommagées, tandis que près de 330 écoles ont été légèrement endommagées et seulement  11 ont été lourdement endommagées ou complètement détruites. L'université de Boumerdès a été gravement endommagée et de nombreux bâtiments se sont effondrés dans la région. Des dégâts ont également été signalés à l'Université des sciences et technologies de Bab Ezzouar, qui abrite le plus grand campus universitaire d'Algérie. 
Une station d'épuration à Boudouaou, qui fournit plus de 12% de l'eau traitée aux villes de Boumerdès et d'Alger, a été légèrement endommagée aux réservoirs de stockage d'eau claire. La canalisation d’eau reliant le barrage de Keddara à l'usine de traitement des eaux a été rompue au niveau d’une structure de jonction en béton située à proximité du barrage et de l’usine de traitement. La centrale électrique principale de Cap Djenet a subi des dégâts mineurs à modérés. Un poste de commutation de haute tension situé près de Réghaïa a été lourdement endommagé.
Le réseau de  la compagnie publique de chemin de fer, la SNTF, a été endommagé sur une voie près de la ville de Thénia. Certaines pistes ont également été bloquées par des débris de bâtiments détruits. Dix-huit ponts dans la région touchée ont subi des dommages mineurs à modérés. Des fissures se sont développées sur certaines routes et autoroutes. Le port d'Alger, qui à l'époque gérait environ 40% du trafic cargo national, a subi des dégâts légers à modérés en raison de la liquéfaction du sol et du tassement provoqués par le séisme. Les opérations portuaires auraient été réduites de 30% immédiatement après le séisme. Les ports mineurs de Zemmouri et Dellys ont été peu endommagés. La tour de contrôle et le terminal de l'aéroport ont été modérément endommagés. 
Le séisme a eu un effet significatif sur la communication locale. Un bureau central de 8 000 commutateurs dans le quartier d'El-Harrach à Alger a été complètement détruit et 20 000 autres bureaux ont été lourdement endommagés. Les bureaux centraux de Boumerdès, Zemmouri et Tidjelabine ont été endommagés. Les câbles de télécommunication sous-marins ont également été endommagés. Deux câbles à fibres optiques sous-marins entre l'Algérie et l'Espagne ont été lourdement endommagés par le glissement de terrain sous-marin causé par le séisme.

## Opérations de secours
De nombreux pays ont envoyé des équipes de secours pour aider à la recherche des survivants du séisme. Des équipes internationales de secouristes se sont rendues sur les lieux et ont participé au sauvetage de personnes toujours prises au piège sous les décombres. Les agences internationales de secours ont acheté des fournitures telles que des abris, de la nourriture et de l'eau aux personnes qui sont devenues des sans-abris à la suite du séisme. Des chiens renifleurs envoyés en Algérie pour retrouver des survivants pris au piège sous les décombres. Le Mouvement international de la Croix-Rouge et du Croissant-Rouge a coordonné les efforts de secours. Des équipes médicales et de secours ont été envoyées par des pays européens. La Croix-Rouge de la Chine a fait un don de 50 000 dollars. Des camions ont été mis en service pour enlever les cadavres d’Alger et des villes et villages environnants. Des unités de l'armée ont été déployées pour appuyer les opérations de secours. Le Premier ministre, Ahmed Ouyahia a annoncé une aide de 7 000 dollars par victime. Le gouvernement a envoyé plusieurs ambulances, du personnel de police et des techniciens dans la zone touchée. Des tentes, des ambulances et du matériel du génie ont été apportés par l'armée. Des camions citernes ont été envoyés dans les villages touchés par le séisme. 
- Canada : le Canada a annoncé une contribution d'environ 150 000 dollars aux travaux de recherche et sauvetage visant à retrouver les survivants[13].
- Égypte : l'Egypte a envoyé une équipe de médecins et des médicaments[15].
- France : Jacques Chirac a exprimé la sympathie et la solidarité du peuple français et promis toute l'aide nécessaire. La France a apporté immédiatement son assistance humaine et matérielle. Des avions Transall de l'Armée de l'air ont décollé avec des spécialistes du sauvetage, suivis par des marins pompiers de Marseille et des unités médicales[16].
- Allemagne : l'Allemagne a envoyé 25 secouristes dans la région touchée[13].
- Islande : l'Islande a envoyé une équipe de sauvetage des décombres ICE-SAR .
- Maroc : le Maroc a envoyé une équipe médicale et des médicaments[15].
- Pakistan : le Pakistan a envoyé des secours pour les victimes du séisme. Un vol spécial contenant 2 500 couvertures, 200 tentes et 31 cartons de médicaments a été envoyé en Algérie[17].
- Chine : la république populaire de Chine a dépêché une équipe de secouristes à la recherche de survivants de la CISAR (China International Search and Rescue), principale organisation de la RPC pour les secours internationaux après le tremblement de terre[18].
- Russie : des médecins et des secouristes ont été envoyés de Moscou[13] .
- Arabie saoudite : l'Arabie saoudite a envoyé un avion transportant 102 tonnes de produits alimentaires et des tentes[15].
- Afrique du Sud : l'Afrique du Sud a envoyé des équipes de récupération en Algérie[13].
- Suède : la Suède a envoyé des chiens renifleurs en Algérie[14].
- Suisse : la Suisse a envoyé des chiens renifleurs à la recherche de survivants[14]. Une équipe de rétablissement de 90 membres a été envoyée dans la région de Boumerdès[19].
- Tunisie : la Tunisie a envoyé une équipe médicale et des médicaments, ainsi que des pompiers avec des chiens renifleurs à la recherche de survivants.
- Royaume-Uni : le  Royaume-Uni a envoyé près de 100 sauveteurs[13].
- États-Unis : le président américain, George W. Bush a assuré à Bouteflika "du soutien et de l'amitié des Etats-Unis"[14].
- République tchèque : la Tchéquie a envoyé une équipe de sauvetage des décombres (9 personnes) avec des chiens[20]

### Colère populaire
Les survivants ont exprimé leur colère devant le fait que les autorités locales ne leur ont pas fourni d'abris temporaires. Les représentants du gouvernement n’ont pratiquement pas pris part aux opérations de secours, mais les associations caritatives islamiques ont tenté de fournir une assistance rapide. L’incapacité de l’État à réagir efficacement à la catastrophe a suscité de nombreuses critiques. Les effets du séisme se sont aggravés du fait que l'industrie de la construction en Algérie n'a pas appliqué de normes de sécurité rigoureuses en matière d'ingénierie antisismique pour la construction de bâtiments à l'épreuve des séismes  et que plusieurs bâtiments n'avaient pas l'architecture pour résister aux séismes. Les nouveaux logements construits par le gouvernement et par des constructeurs privés ont été détruits par le séisme , mais des bâtiments privés de la période française ont résisté au tremblement de terre. C'était une cause supplémentaire de la colère du peuple algérien,. Certaines personnes ont affirmé que les fonctionnaires économisaient de l'argent en utilisant des matériaux non conformes aux normes dans les projets de construction. De nombreux manifestants en colère ont jeté des débris lorsque le président Abdelaziz Bouteflika et le ministre d'État de l'Intérieur et des Autorités locales, Noureddine Yazid Zerhouni, ont tenté de se rendre dans certaines régions touchées. Une foule a piétiné et lapidé la voiture de Bouteflika lors de sa visite au quartier des 1200 logements en criant "pouvoir assassin" . Le Premier ministre Ouyahia a exprimé son opinion sur la possibilité de corruption dans le secteur de construction des bâtiments publics. Une commission d'enquête a été mise en place par le gouvernement pour enquêter sur la construction défectueuse de plusieurs bâtiments qui se sont effondrés sous l'effet du séisme.